# Поповиці (Лодзинське воєводство)
Поповиці (пол. Popowice) — село в Польщі, у гміні Понтнув Велюнського повіту Лодзинського воєводства.
Населення — 524 особи (2011).
У 1975-1998 роках село належало до Серадзького воєводства.

## Демографія
Демографічна структура станом на 31 березня 2011 року:
|          | Загалом | Допрацездатний вік | Працездатний вік | Постпрацездатний вік |
| -------- | ------- | ------------------ | ---------------- | -------------------- |
| Чоловіки | 252     | 60                 | 164              | 28                   |
| Жінки    | 272     | 65                 | 147              | 60                   |
| Разом    | 524     | 125                | 311              | 88                   |